# 療育
療育（りょういく）は、障害を持っている子供を自立させるために実施されている医療・保育のことである。障害を持つ子供に対して支援をする行為を指す場合もある。
「療育」という言葉は高木憲次が生み出したとされる。

## 目的
- 子どもたちの発達を促し、社会生活への適応力を高めること
- 子どもたちの困り感を軽減し、自己肯定感を育むこと
- 保護者の子育ての負担を軽減し、安心感を与えること

## 種類
療育には、大きく分けて以下の2種類がある。
- 医療型療育: 医師や理学療法士、作業療法士、言語聴覚士などの専門家が、医療的な観点から支援を行う。
- 福祉型療育: 保育士や児童指導員などの専門家が、日常生活や集団生活における支援を行う。

## 対象
- 発達障害（自閉スペクトラム症、注意欠如・多動症、学習障害など）
- 知的障害
- 肢体不自由
- 難聴

## 内容
療育の内容は、子どもたちの発達段階や特性、ニーズに合わせて個別に計画される。一般的な療育の内容としては、以下のようなものがある。
- 個別療育: 個別指導により、子どもたちの課題克服や能力向上を目指す。
- 集団療育: 集団活動を通して、社会性やコミュニケーション能力の発達を促す。
- 運動療育: 運動遊びを通して、身体機能や運動能力の発達を促す。
- 言語聴覚療法: 言語発達の遅れやコミュニケーションの困難さを支援する。
- 作業療法: 日常生活動作の練習や、遊びを通して、手指の巧緻性や身体機能の発達を促す。
- 心理療法: 子どもたちの心理的な課題や情緒的な問題を支援する。
- ペアレントトレーニング: 保護者に対して、子育ての知識やスキルを教え、家庭での療育をサポートする。

## 療育を受けるには
療育を受けるには、まずはお住まいの地域の保健センターや児童相談所、発達障害者支援センターなどに相談する必要がある。専門家が子どもたちの発達状況を評価し、適切な療育機関を紹介してくれる。

## 費用
療育の費用は、療育の種類や利用する機関によって異なる。医療保険や障害福祉サービスを利用できる場合がありますので、お住まいの地域の自治体や療育機関に問い合わせてみるとよい。